# Буксгевден, Рейнгольд фон

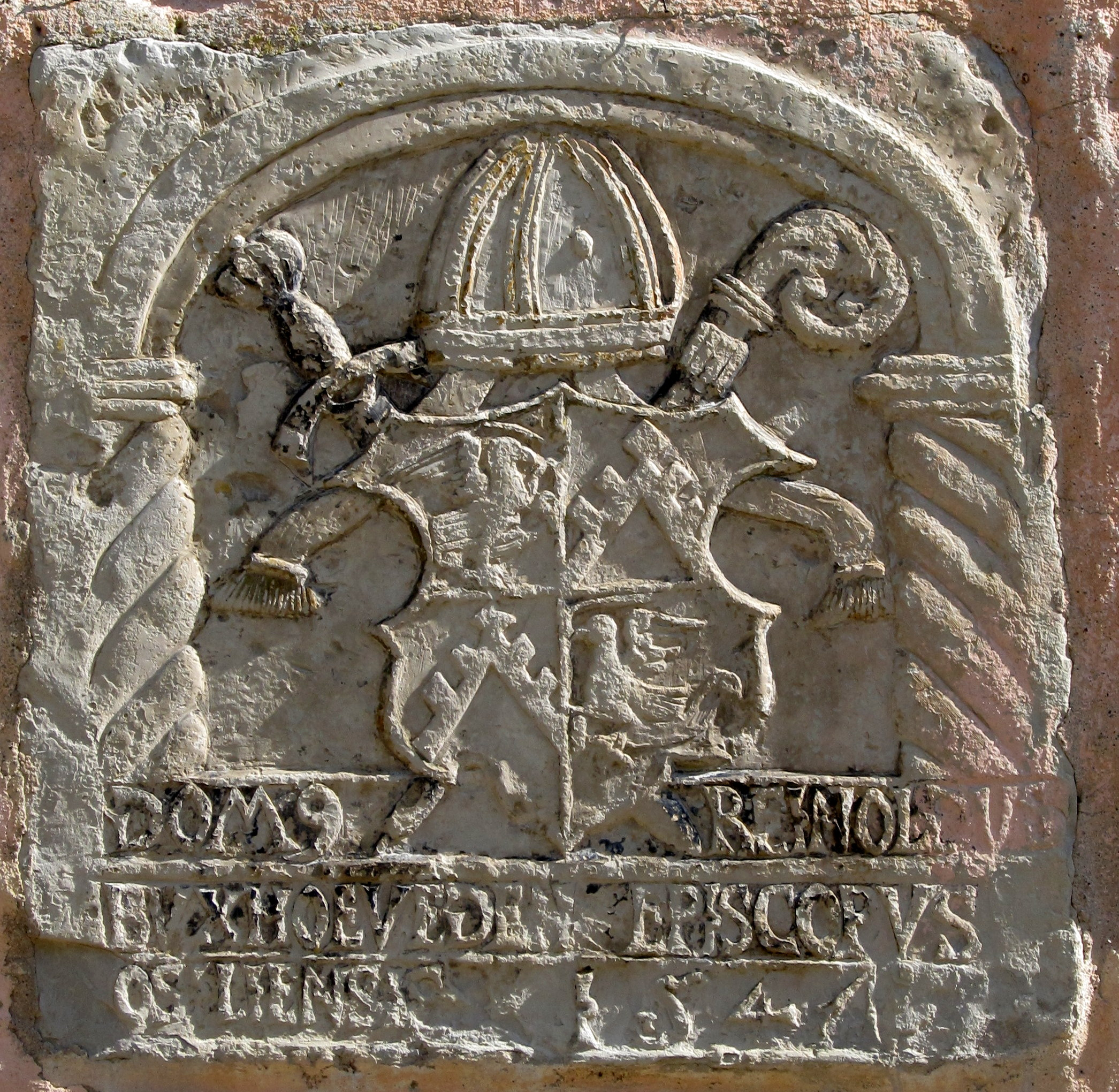
Герб Рейнгольда фон Буксгевдена на стене замка Колувере

Рейнгольд фон Буксгевден (Reinhold von Buxhoeveden, умер в 1557) — Эзель-Викский епископ в 1532—1541 годах. Был вторым представителем рода Буксгевденов на этом престоле.

## Биография
Предположительно родился в 1480 году, зачислен в Росторкский университет в 1501 году, окончил его в 1506 в степени магистра Канонического права и начал карьеру в богослужении. Некоторое время жил в Риме, пока не получил назначение епископом в Тарту, Эзель-Викское епископство, где стал близким помощником будущего епископа Рижского Иоганнеса Бланкенфельда.
13 ноября 1519 года Рейнгольд получил ранг декана. В 1527 году, после смерти епископа Эзель-Викского Иоганнеса IV, Буксгевен мог стать его преемником, но не имел достаточного влияния и предпочёл остаться деканом и не принимать епископский сан.
18 октября 1530 года фон Буксгевдена избрали епископом Эзель-Викским, государь утвердил его назначение в декабре 1531 года, а утверждение от Папы Римского прибыло 3 августа 1532 года, однако затем последовал продлившийся четыре года период Эзель-Викской «маленькой войны» за влияние между фон Буксгевденом и коадъютором архиепископа Рижского Вильгельмом фон Гонгенцоллерном.
13 июля 1541 года под влиянием Ливонского ордена Буксгевден покинул свой пост, его преемником стал епископ Курляндии Иоганн фон Мюнхаузен.
Рейнгольд фон Буксгевден умер 7 мая 1557 года в своей резиденции — замке Лоде.